# Hukkeri (Rural), Hukeri
Hukkeri (Rural) là một làng thuộc tehsil Hukeri, huyện Belgaum, bang Karnataka, Ấn Độ.